# 魯德尼亞-霍欽西卡
51°26′9″N 27°53′38″E / 51.43583°N 27.89389°E
魯德尼亞-霍欽西卡（烏克蘭語：Рудня-Хочинська），是烏克蘭北部的村莊，隸屬日托米爾州的科羅斯滕區。該村始建於1545年，面積0.82平方公里，海拔高度159米，2001年人口259，人口密度每平方公里315.85人。